# Джомолхарі

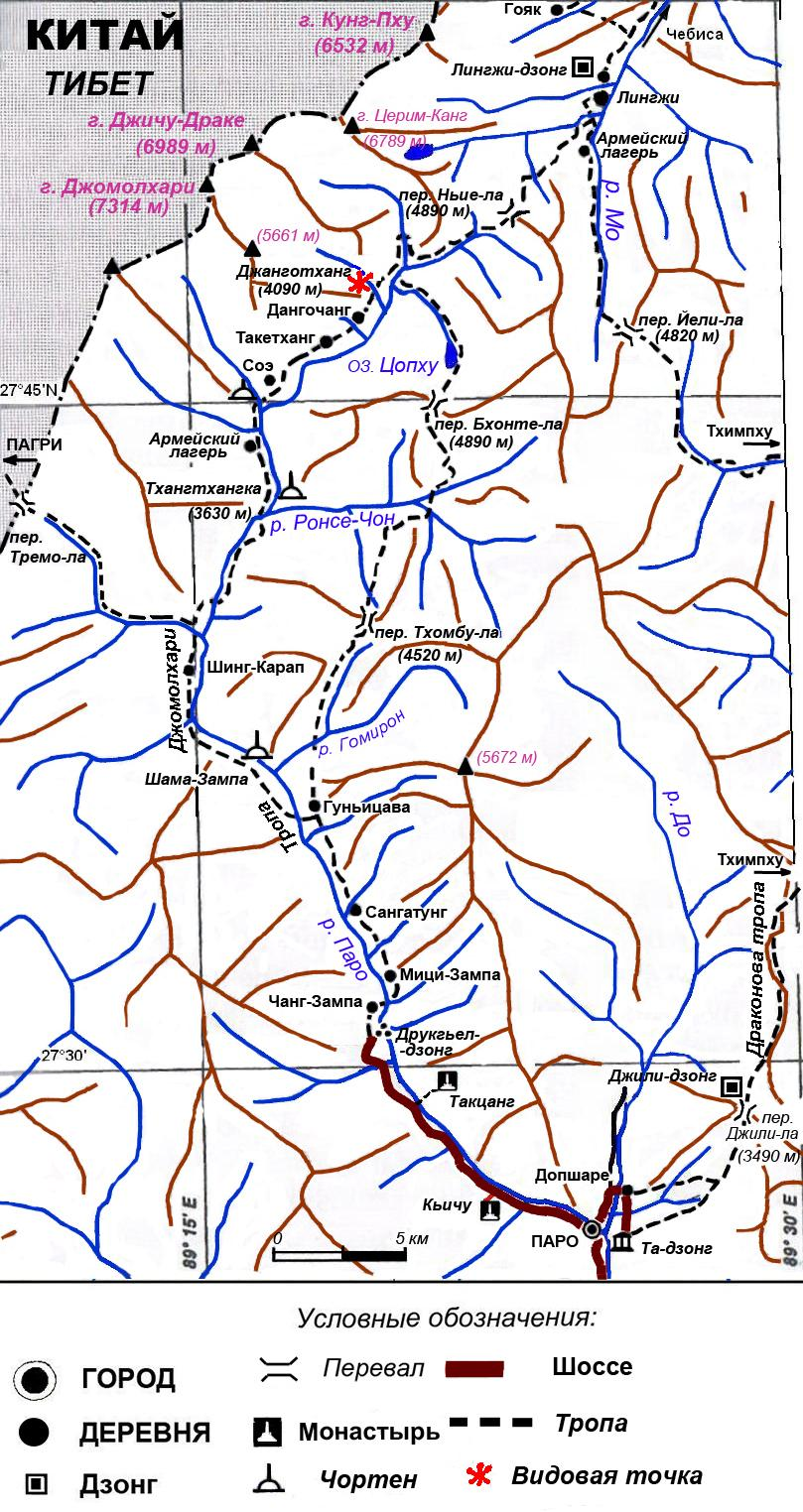
Стежка Джомолхарі з Бутанської сторони

Джомолхарі (Jomolhari, [ ཇོ་མོ་ལྷ་རི ] Помилка: {{Lang}}: недійсний параметр: |3= (допомога) кит.: 绰 莫拉 日 峰) (7315 м) — гірський масив на кордоні Бутану і Тибету, в складі Великого Гімалайського хребта. Джомолхарі вважається священною горою. Її також називають «нареченою Канченджанга». З тибетської сторони (на півночі) гора примикає до повіту Ядонго, а з бутанського боку (на півдні) — до  дзонгхагу Паро. З північної сторони на 2700 м нижче гори знаходиться плоскогір'я. З цієї гори стікає річка Паро Чу (на південь) і Амо Чу на півночі.
Висотою гори офіційно вважається 7314 м, однак є сумніви в точності цього виміру, і справжню висоту гори оцінюють також близько 7000 м. За даними  SRTM висота вершини 7090 м, з урахуванням поправки дійсна висота гори близько 7120 м.

## Релігійне значення
У  тибетському буддизмі Джомолхарі вважається священною горою і місцем проживання однієї із сестер Церінгма (jo mo tshe ring mched lnga) — жіночого божества-захисниці (Jomo) Тибету і Бутану, Падмасамбхава зв'язав її клятвою берегти буддійську віру.
З бутанського боку є «храм Джомолхарі», до якого можна дійти від військового поста Тхангтхангкха з півдня, храм знаходиться на висоті 4150 м. Сюди приходять численні паломники. Недалеко від храму знаходяться печери, в яких медитували Міларепа і Лорепа. У годині ходьби від храму на висоті 4450 м лежить озеро Ценінгма, в якому живуть духи.
На Тибеті раз на рік організовується проща з Пхарі-дзонга на святе озеро Джомо Лхаранг на висоті 5100 м на північ від гори.

## Історія сходжень
Хоча гора дуже помітна і чудово проглядається з боку стародавнього торговельного шляху з Індії через Сіккім в Тибет по долині пагр, спроб сходження зафіксовано дуже небагато. Причиною є заборона на сходження зі сторони бутанської влади і закритість регіону в Тибеті. Перше сходження зробила британська експедиція з п'яти чоловік в травні 1937 року (зійшли — Фредді Спенсер Чапман і Шерпа Пасанг Лама), вони піднімалися з бутанського боку з південного сходу.
У 1970 році по тому ж шляху 24 квітня піднімалася індійсько-бутанська військова експедиція на чолі з полковником Нарендра Кумаром. При цьому зникли двоє учасників, як з'ясувалося пізніше, вони загинули. Версії їх загибелі широко коментувалися.
У 1996 році японо-китайська експедиція зайшла з тибетської сторони, але штурмувала пік з півдня.
У 2004 на гору піднялася британська група, а в 2006 році — група з Словенії.

## Транскрипції
- Jomolhari
- Jomolari
- Jumolhari
- Chomolhari

## У художній літературі
Згадується у романі Майн Ріда "Повзуни по скелях" під назвою "Чомо-Ларі" (англ. Chumulari).

## Галерея

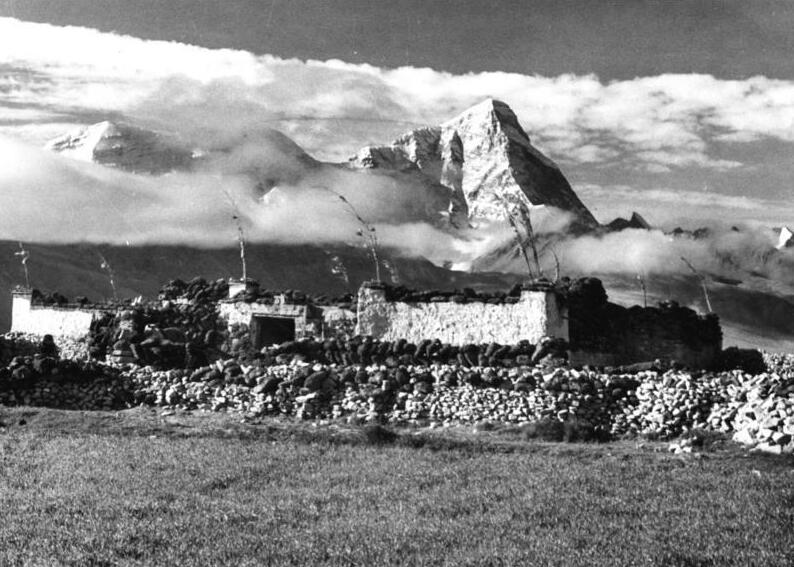
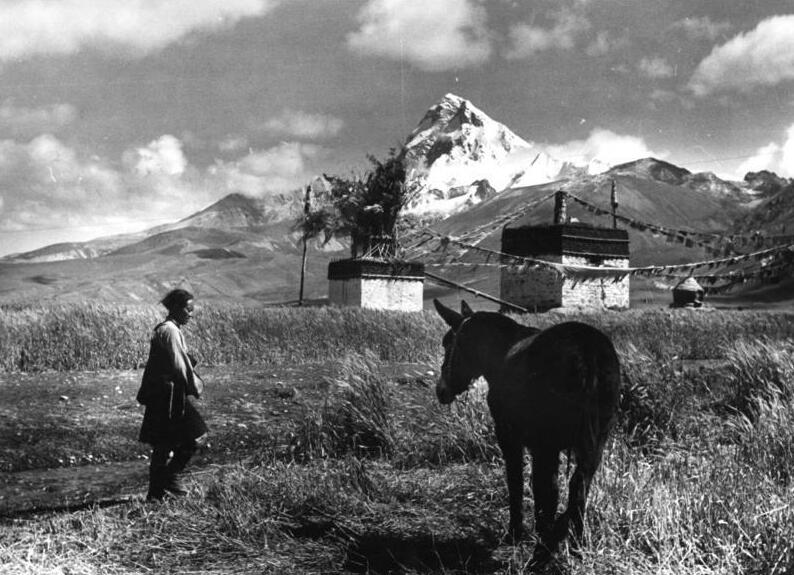
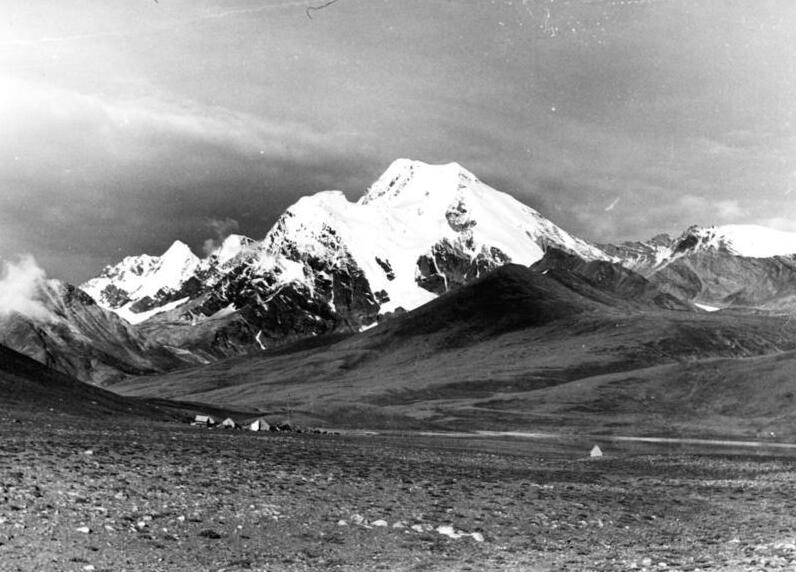
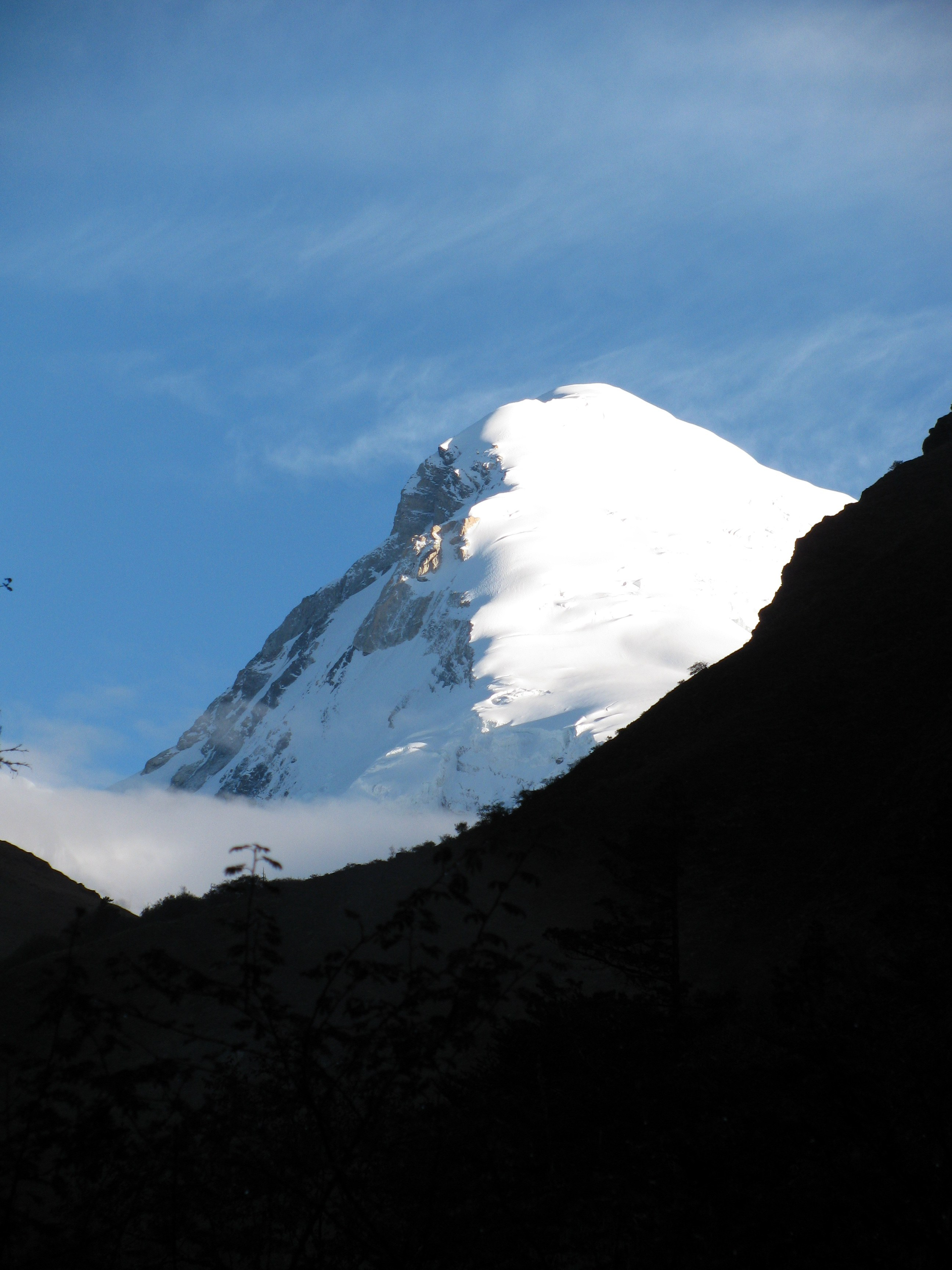
Джомолхарі c Тхангтхангкха
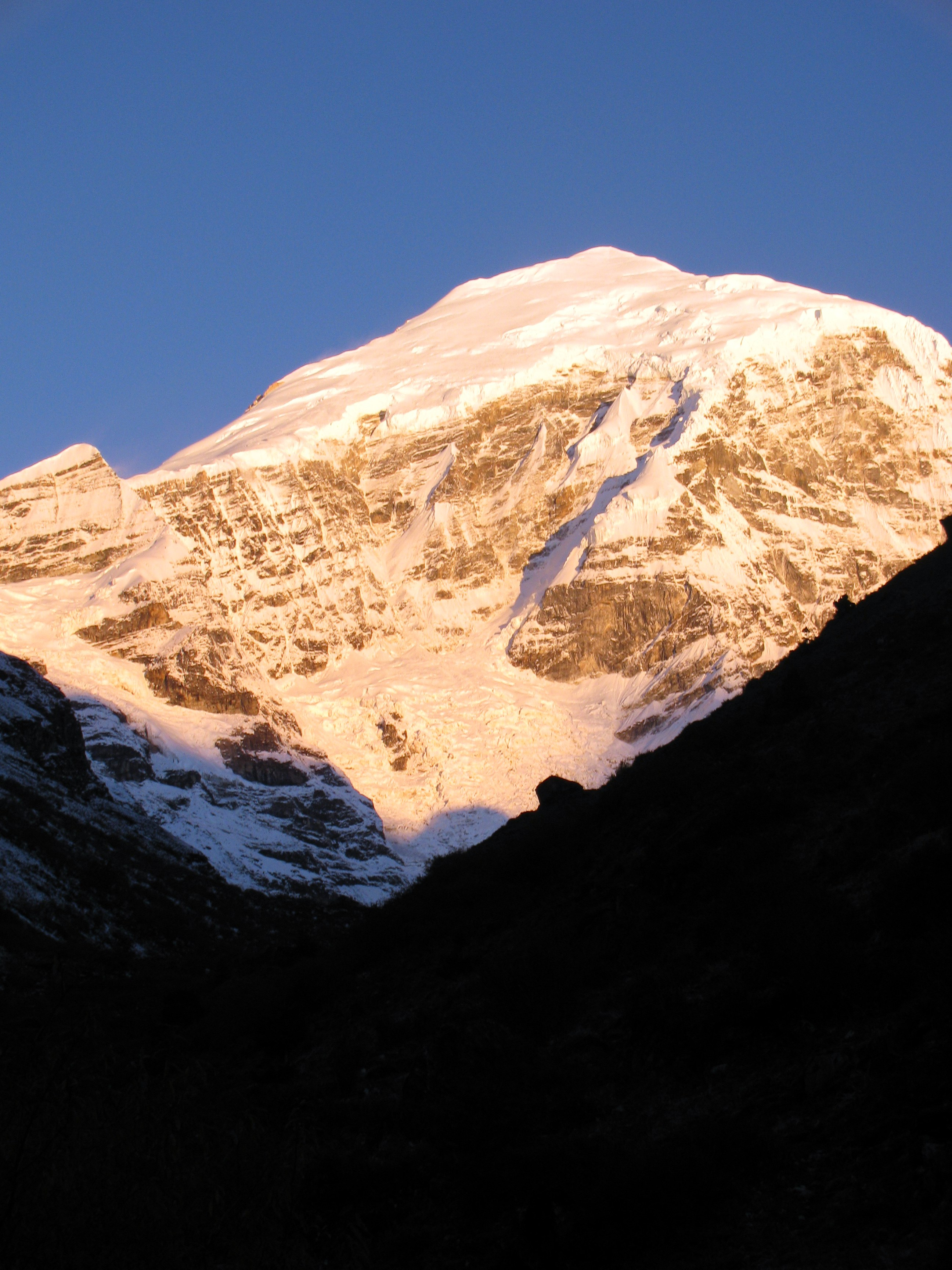
Джомолхарі з Джанготханга
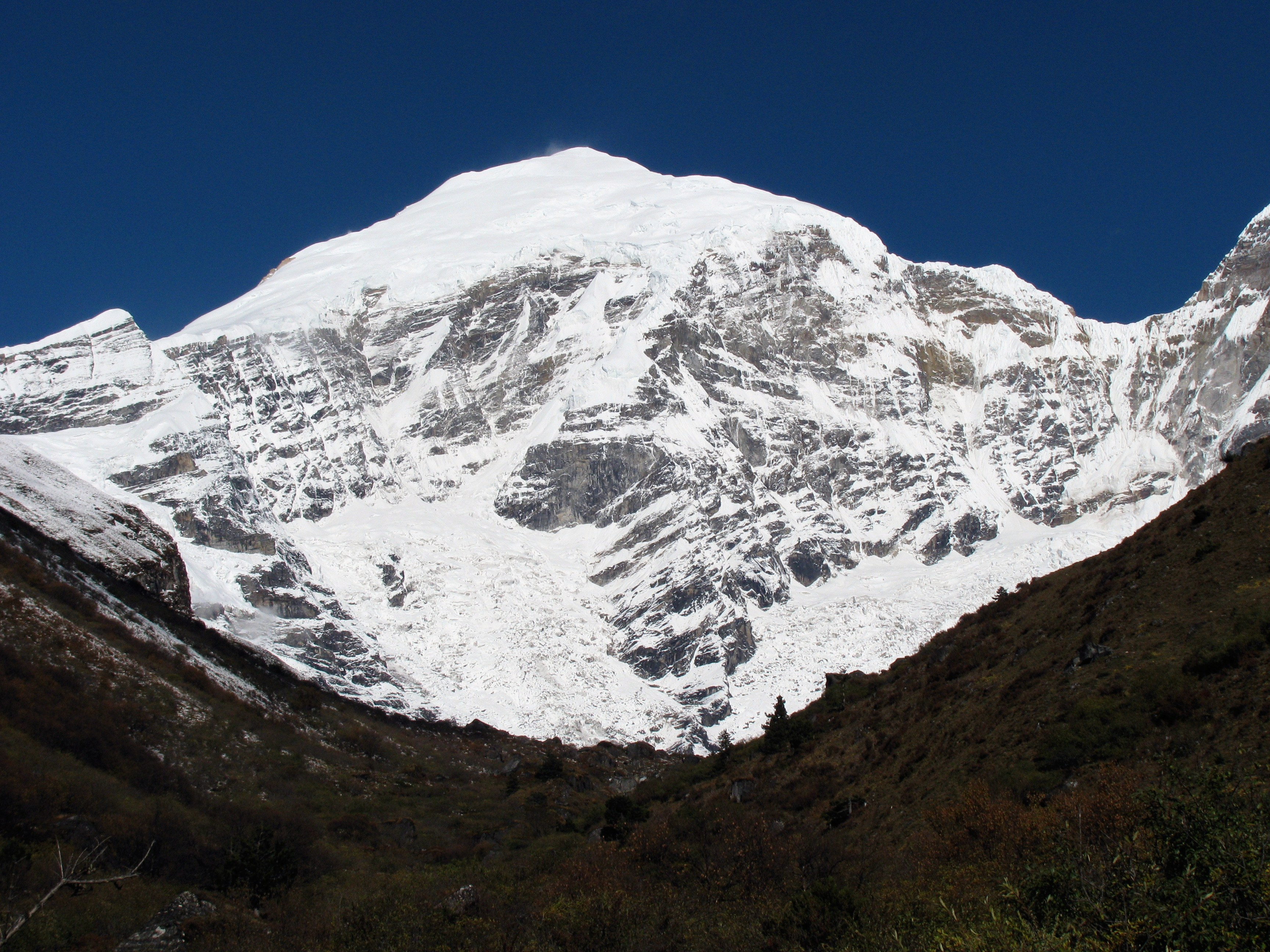
Джомолхарі з Джанготханга
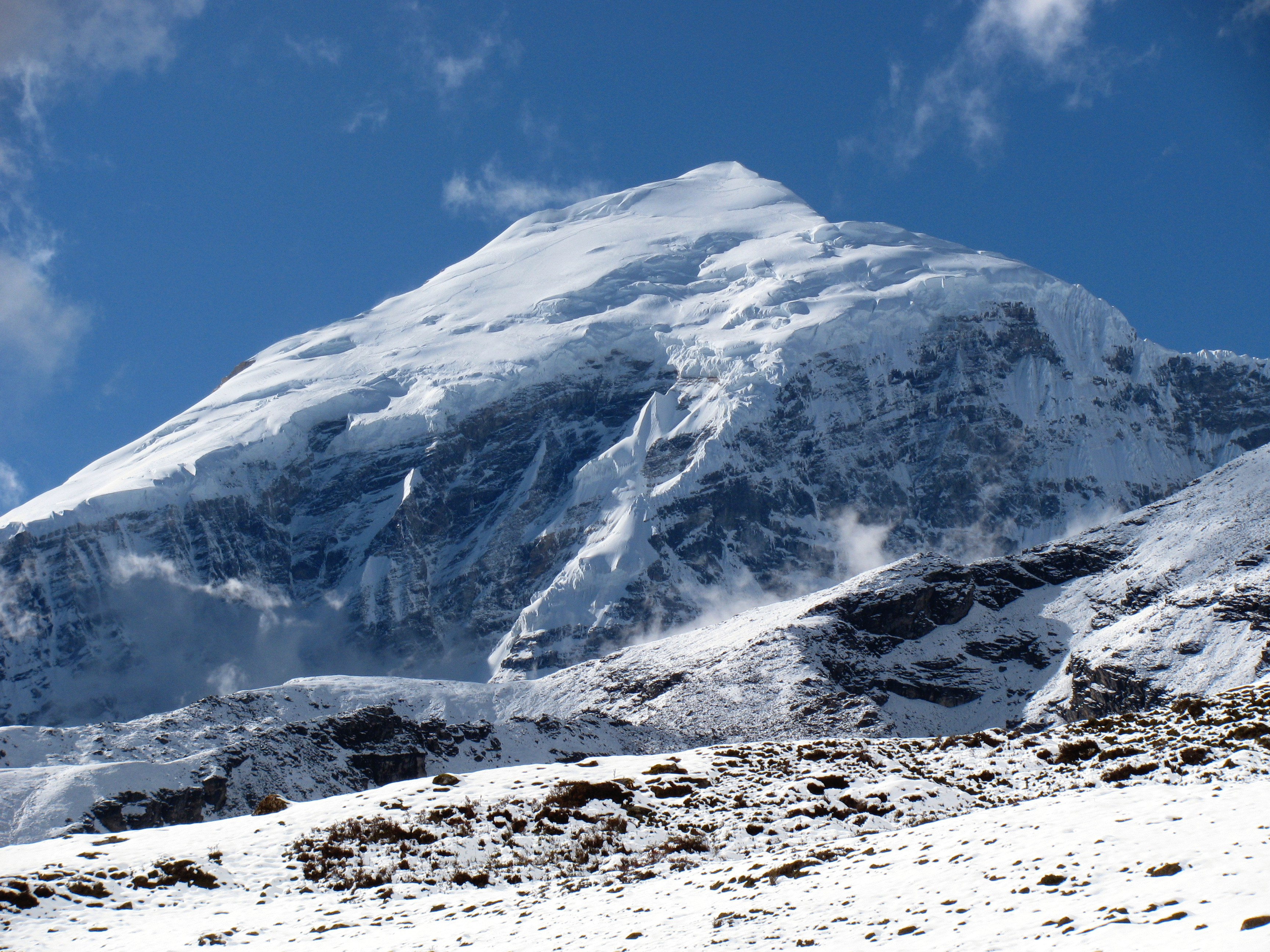
Джомолхарі з перевалу Нетейла

## Ресурси Інтернету
- 20Mountain Photos of Jumolhari Mountain from Bhutan[недоступне посилання з серпня 2019]